# Ceromya latipalpis
Ceromya latipalpis là một loài ruồi trong họ Tachinidae.